# Гамбург-Гарвестехуде
Гарвестегуде (нім. Harvestehude) — частина району Аймсбюттель вільного та ганзейського міста Гамбург. Місцевість розташованa на східних кордонах району біля озера Аусенальстер.